# Lucyna Antkiewicz-Michaluk
Lucyna Róża Antkiewicz-Michaluk – polska farmakolożka, profesor nauk medycznych, profesor Instytutu Farmakologii im. Jerzego Maja PAN.

## Życiorys
W 1969 ukończyła studia biologiczne na Uniwersytecie Jagiellońskim. W 1970 podjęła pracę w Zakładzie Farmakologii PAN, gdzie w 1976 uzyskała doktorat z nauk przyrodniczych (fizjologia ośrodkowego układu nerwowego).
W 1986 habilitowała się w dziedzinie nauk farmaceutycznych, w specjalności farmakodynamika na Wydziale Farmaceutycznym Akademii Medycznej w Krakowie. W 1998 otrzymała tytuł profesora nauk medycznych.
W 1995 otrzymała wraz z Jerzym Vetulanim Nagrodę Naukową im. Mikołaja Kopernika Fundacji Miasta Krakowa w dziedzinie medycyny za opublikowany w latach 1990–1994 cykl dwunastu prac dotyczących modyfikacji działania leków neurotropowych przez antagonistów kanału wapniowego. 
Zatrudnienie w Instytucie farmakologii PAN zakończyła w 2023 r. Była promotorem w czterech przewodach doktorskich, między innymi Agnieszki Wąsik (2007).